# Megumu Okada
Megumu Okada (岡田芽武) es un mangaka que trabaja en la editorial Akita Shōten y publica en la revista Champion Red. 
Nació el 15 de marzo de 1971 en Tokio, Japón. Tras realizar varios mangas de corta duración, publica en 1992 su primera obra importante, Shadow Skill, editada por Take Shobō, y cuyo tema principal son las artes marciales. Tras haber desaparecido la revista en la que Okada publicaba Shadow Skill, Comic Gama, en 1998 el mangaka reanudó su obra para otra revista, Dragon Jr., editada por Kadokawa Shoten.
En 1999, Okada crea Nirai Kanai, publicada por Kōdansha en Afternoon. Nirai Kanai abarcó seis tomos recopilatorios, concluyendo en el año 2002.
En ese mismo año, Okada se encarga de escribir el guion e ilustrar el Saint Seiya Episodio G, centrada en los Santos de Oro(personajes de Masami Kurumada)

## Trabajos

### Obras
Manga
1. Shadow Skill(1992): Manga de 6 volúmenes. Fue su primer, y hasta ahora, único manga adaptado al anime.
2. 幻想世界魔法烈伝 WIZバスター(1995): Manga de 3 volúmenes, con la colaboración de てんま乱丸.
3. Nirai Kanai (1999): Manga que consta de 6 volúmenes. Fue editado al español en España por Planeta DeAgostini.
4. 朧 O･BO･RO(2001): Manga que consta de 2 volúmenes, publicado en la revista mensual Dragon Comics
5. Saint Seiya Episodio G (2002-2013): Manga spin-off de Saint Seiya dibujado y escrito por Okada con la autorización y supervisión de Masami Kurumada, consta de 20 volúmenes.